# アサヒドーカメラ

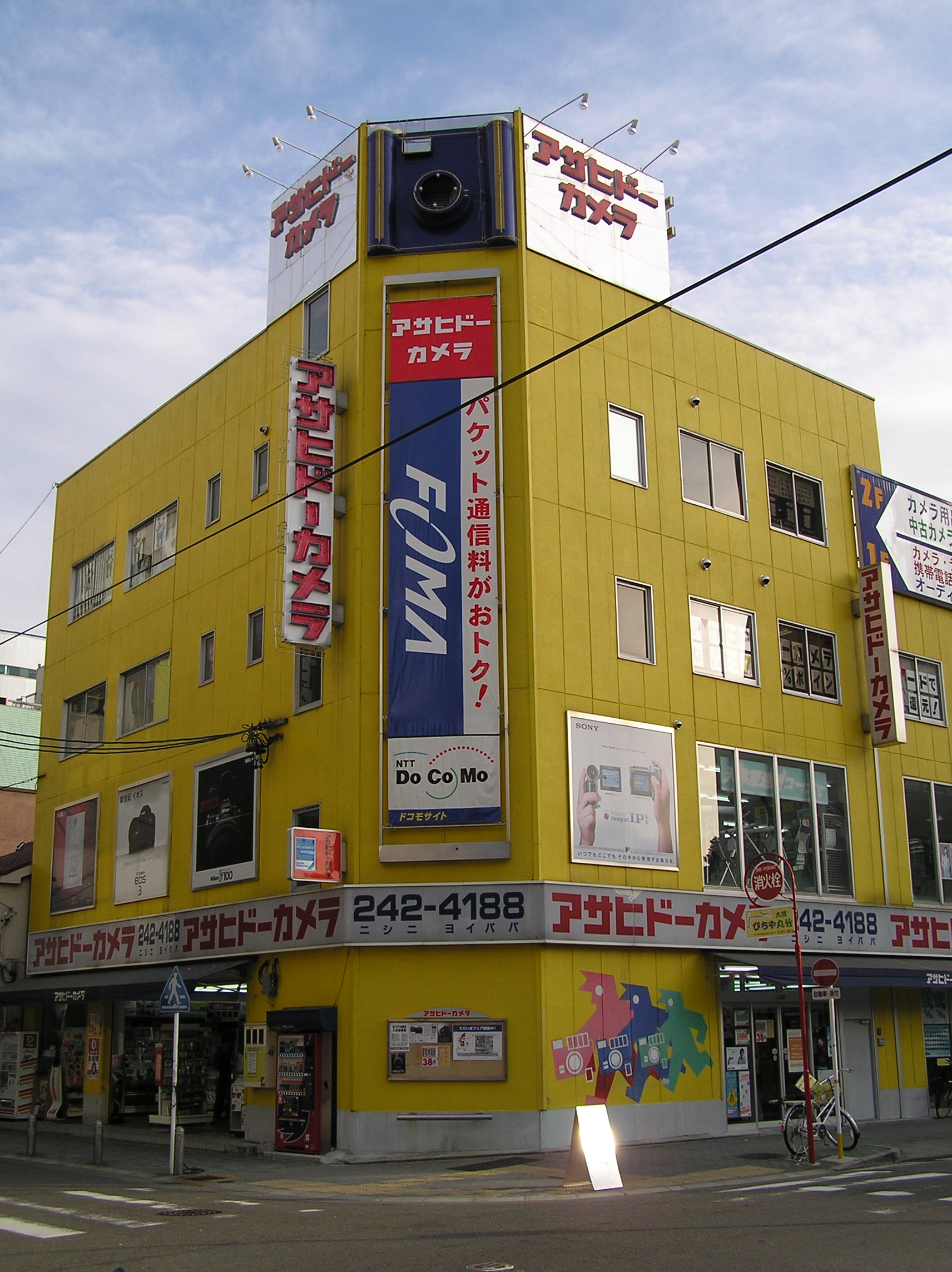
2004年12月当時のアサヒドーカメラ名古屋本店

株式会社アサヒドーカメラは、かつて存在した愛知県名古屋市中区のカメラ量販店運営会社。
かつてはカメラの他、ビデオカメラ・パソコン・携帯電話・オーディオ機器・時計なども取り扱っていたが、リニューアル（後述）により店舗規模を縮小し、クラシックカメラ主体の店舗となった後、店舗は全て閉店している。

## 沿革
1954年に名古屋駅前（名古屋市中村区）で創業。学校・企業・役所を販売先としていた。
1968年に中区矢場町へ移転すると同時に現金仕入れと現金販売の低価格路線に転換するが、現金販売は従来の顧客である学校や企業から敬遠されて売り上げは減少していった。営業マンも営業車両もなくした守りの経営の中、1985年にプラザ合意による円高時代を迎え、この円高を活かして逆輸入した高級一眼レフカメラを格安で販売する商法が大当たりして売り上げは急増。さらに新聞広告と連動したユニークな内容のテレビCMの放送を行うことで知名度を上げていった。
1987年1月に法人改組。カメラに加えて、ビデオカメラやワープロを取り扱うようになり、13坪という狭い店舗ながら、店員1人あたり・単位面積あたりの売上高日本一の店舗となる。
1999年11月11日に中区栄三丁目へ移転。オープンは11にちなんで「平成11年11月11日11時」となった。壁面がすべて黄色に塗られた店舗は周囲に異彩を放っていた。
通常、メーカー品の保証期間は1年が大半であるが、自社独自で「3年保険」→「5年保険」といったサービスを提供していた。
ライバルのウォッチマンやトップカメラ（特にウォッチマンは全国展開、トップカメラも京都市と静岡市に1店舗ずつ有していた）が県外に進出していた時期があったが、アサヒドーカメラは県外への進出は行わなかった。名古屋本店の他にナディア南店（中区栄3-28-15）と岡崎店（岡崎市本町通2-10）の3店舗を展開した時期があったが、ナディア南店は「名古屋本店カラープリント館」にリニューアルしたのち本店本館に吸収、岡崎店は2007年7月31日に閉店した。
2010年4月3日に店舗を縮小しクラシックカメラを主体に扱う業態へリニューアルオープン。同28日には同じビル内に音楽スタジオ「スタジオアサヒドー」をオープン、壁面は色とりどりのスタイルに変わった。その後、旧売場であった1階が「G-STAR RAW」というブランドショップとなり、2階のみ売場が設けられていた。
2018年7月20日をもってアサヒドーカメラとスタジオアサヒドーが閉店。同年11月30日には登記上の所在地が「愛知県名古屋市中区栄1丁目6番15号御園座タワー705号」に変更され、その後12月5日には「三重県四日市市久保田1丁目6番8号」に変更される。2023年11月29日には、登記記録の閉鎖（清算の決了等）がされており、会社は解散した。

## CM
「店員は無愛想だがカメラは安い」などの強烈なキャッチコピーで知られる自社のテレビCMは、美宝堂のCMとともに中京圏を代表するローカルCMとして広く知られた。逆輸入路線で利益を急増させた際、どうせ税金を支払うならとテレビCMを始めた。「矢場町・パルコ西（移転前は「矢場町・パルコ前」） アサヒドーカメラ」と大々的に宣伝されている。
CMの放送エリアは東海三県に限られているが、当時は無名だった柴田理恵と久本雅美の2人を起用したバージョンや、政治家の浜田幸一を起用したバージョンは、全国ネットのワイドショーや雑誌などで取り上げられたことがある。
若い女性がマンションかホテルの一室と思しき場所で「パパ」にアサヒドーカメラの販売品を買ってとねだる一連のシリーズ作CM「ミカとパパの物語」は、愛知県下のある8人からなるフェミニスト団体から、男性にこびて買ってもらうのが女性という女性差別で不快だと抗議を受け、会社の幹部が彼女たちから直々に即時放送中止の抗議文を手渡されたという逸話がある。
2000年代までは名古屋を席捲する勢いの販売店だったこともあって新作CMが続々と作られていたものの、2010年代に入ってからは特に目立った新作は作られていない。放送頻度は極端に減少しており、特定の番組の放送時間中に見られるのみである。

### キャッチコピーの一例
カメラはどえりゃ〜安いでよ
柴田理恵と久本雅美が出演。柴田と久本が出演するバージョンは、このコピーを用いたバージョンを含めて3種類が存在する。
ニシニヨイパパ、パパパヤ〜
アサヒドーカメラ本店の電話番号を視聴者に覚え込ませるために考案されたコピー。
イ〜カナイ〜カン、イカナイカン、イカナイカナイカン
中京地方方言の「行かないかん（行かないといけない）」に掛けたフレーズで、2匹のイカがこれを連呼する。
今金中夕（こんきんちゅうゆう）
今週金曜日の中日新聞夕刊に広告を出すという旨の告知。
今土中朝（こんどちゅうちょう）
今週土曜日の中日新聞朝刊に広告を出すという旨の告知。
アンポンターン、安本丹
安さに本気の丹心こめるの意。
ヤパニアカ
ヤバチョウパルコ二'シアサヒドーカメラの意。

### CD
テレビCMで使われた歌をCD化したもの。歌っているSABA'S（サバッツ）はAYAとKAYOKOの2人組で、これがデビュー曲となっている。発売元はアサヒドーカメラで777円（品番：VXD-95548）。つボイノリオが曲中にセリフを入れている。
- 収録曲

1. イカなIKAN!'96（歌入り）
歌 - SABA’S(AYA,KAYOKO puls OHISA)／作詞 - KAYOKO.H／作曲・編曲 - 小野文栄／ギター - YASUI.Y
2. イカなIKAN'96（メロオケ+コメント）
3. イカなIKAN'96（オケのみ）

## その他
社長の後藤寿美は@FM（FM愛知）の番組『大人の栄ミナミde猫まねき』（2010年10月～2013年9月放送）でパーソナリティを務めていた。